# Hoplias australis
Hoplias australis is een straalvinnige vissensoort uit de familie van de forelzalmen (Erythrinidae). De wetenschappelijke naam van de soort is voor het eerst geldig gepubliceerd in 2009 door Oyakawa & Mattox.